# Condado de Jackson (Dakota do Sul)
O Condado de Jackson é um dos 66 condados do Estado americano da Dakota do Sul. A sua maior cidade e sede do condado é Kadoka. O condado possui uma área de 4 846 km² (dos quais 5 km² estão cobertos por água), uma população de 2 930 habitantes, e uma densidade populacional de 0,5 hab/km² (segundo o censo nacional de 2000).